# Bitva na řece Talas
Bitva na řece Talas bylo vojenské střetnutí mezi arabským Abbásovským chalifátem a Tchangskou Čínou o kontrolu nad řekou Syrdarja. Odehrálo se u řeky Talas na území dnešního Kyrgyzstánu v roce 751. Skončilo čínskou porážkou v důsledku zrady spojenců.

## Význam
Hlavní význam bitvy je dnes spatřován v přenosu technologie výroby papíru z Číny do islámského světa, odkud se tato technologie dostala až do křesťanské Evropy. Čínští zajatci, kteří tuto technologii ovládali, začali vyrábět papír v Samarkandu. V roce 794 pak existovala výrobna papíru až v Bagdádu.